# بانجو غينغا
بانجو غينغا (銀河万丈 غينغا بانجو) (اسمه الحقيقي تاكاشي تاناكا (田中崇 تاناكا تاكاشي)) هو مؤدي أصوات ياباني ولد في 12 نوفمبر 1948 في كوفو، ياماناشي.

## أدواره في الأنمي

### مسلسلات أنمي تلفزيونية
- البدلة المتنقلة جاندام - جيرين زابي
- دراغون بول - غيران، العقيد سيلفر
- دراغون بول Z - الملك فيجيتا
- داي الشجاع - كروكوداين
- فايري تايل - جود هارتفيليا
- قبضة نجم الشمال - ساوذر
- قبضة نجم الشمال بنكهة الفراولة - ساوذر
- هاكابا كيتارو - دكتور غاموتسو
- جوشين إنبو - كيرو
- مدينة الصفصاف - الراوي
- ساندي بل - إدوارد
- كاوبوي بيباب - تونبو
- إسكافلوني السماء - أديلفوس
- ماوكلي فتى الأدغال - بالو
- الخادم الأسود - داميانو
- جريندايزر -القائد زوريل
- كوروزوكا - كورومازو
- بلاك لاغون - فيروتشيو
- الكابتن رابح - روبسون
- توريكو - يوساكو
- NOIR - بريفورل
- ون بيس - مورغان يد الفأس
- إيوريكا سفن - غريغ إيغن/دكتور بير
- سبيس داندي - الأدميرال بيري
- هنتر x هنتر (2011) - نيتيرو (بعد وفاة إيتشيرو ناغاي)
- كيوسوغيغا - الراوي، المبتكر
- مغامرة جوجو الغريبة: ستارداست كروسيدرز - دانييل جاي داربي
- صراع الطبخ - الراوي، سينزايمون ناكيري
- صراع الطبخ: الطبق الثاني - الراوي، سينزايمون ناكيري
- كايتو جوكر - جيسون
- فيوتيفل جو - كابتن بلو
- سينت سيا - كاسيوس
- معرض الفن المزيف - البروفسور ماروياما
- لعبة الجوكر - العقيد هيرمان فولف
- جبهة حاجز الدم - غيلبرت إف ألتستاين
- جبهة حاجز الدم & BEYOND - غيلبرت إف ألتستاين

### أوفا أنمي
- ماكروس بلاس - ريموند مارلي
- البدلة المتنقلة جاندام: فريق ب.م. رقم 08 - جيرين زابي

### أفلام أنمي
- أي سيتي - إي
- كينغسلايف: فاينال فانتازي 15 - كلاروس أميسيتا
- سباي إكس فاميلي كود: وايت (2023)

## أدواره في ألعاب الفيديو
- سلسلة ألعاب ميتال غير - ليكويد سنيك
  - ميتال غير سوليد 4 - ريفولفر أوسلات
- كينجدوم هارتس - كلايتون
- دراغون بول: ريفنج أوف كينغ بيكولو - العقيد سيلفر
- سلسلة ألعاب تيكن
  - تيكن - هيهاتشي ميشيما٫ جاك، بروتوتايب جاك، غانريو
  - تيكن 2 - جاك-2، بروتوتايب جاك
  - تيكن 3 - غان جاك
  - تيكن تاغ تورنمنت - بروتوتايب جاك

## أدواره في الدبلجة اليابانية
- ترانسفورمرز أنيميتد - ألترا ماغنوس
- المتحولون: ثأر الهاوي - برايم

## وصلات خارجية
- بانجو غينغا على موقع IMDb (الإنجليزية)
- بانجو غينغا على موقع ميوزك برينز (الإنجليزية)
- بانجو غينغا على موقع قاعدة بيانات الفيلم (الإنجليزية)
- بانجو غينغا على موقع ANN person (الإنجليزية)